# Слива домашняя 'Жигули'
Слива домашняя 'Жигули' — самоплодный, универсальный, относительно зимостойкий сорт сливы домашней, средне-позднего срока созревания.

## Происхождение
|  |                                                               |  |  |  |  |  |  |  |  |  |  |  |  |  |  |  |
|  | Тернослива 'Куйбышевская' (поволжский сорт народной селекции) |  |  |  |  |  |  |  |  |  |  |  |  |  |  |  |
|  |                                                               |  |  |  |  |  |  |  |  |  |  |  |  |  |  |  |
|  |                                                               |  |  |  |  |  |  |  |  |  |  |  |  |  |  |  |
|  | 'Жигули'                                                      |  |  |  |  |  |  |  |  |  |  |  |  |  |  |  |
|  |                                                               |  |  |  |  |  |  |  |  |  |  |  |  |  |  |  |
|  |                                                               |  |  |  |  |  |  |  |  |  |  |  |  |  |  |  |
|  | Слива домашняя 'Ренклод де Баве'                              |  |  |  |  |  |  |  |  |  |  |  |  |  |  |  |
|  |                                                               |  |  |  |  |  |  |  |  |  |  |  |  |  |  |  |
|  |                                                               |  |  |  |  |  |  |  |  |  |  |  |  |  |  |  |

## Районирование
На государственном сортоиспытании с 1987 года. Сорт введён в Государственный реестр селекционных достижений с 1986 года по Средневолжскому региону (Самарская область).

## Биологическое описание
Дерево сильнорослое, быстрорастущее. Крона овально-округлая, раскидисто-приподнятая, средней густоты. Сорт плодоносит преимущественно на букетных веточках. Кора на стволе и основных сучьях гладкая, серо-зелёная. Побеги толстые, прямые, красно-коричневые, голые. Чечевичек много, средние, белые. Листья крупные, широкие, округлые, короткозаострённые, тёмно-зелёные, морщинистые, матовые. Пластинка листа вогнутая (лодочкой) вниз, вершина листа резкозаострённая; основание округлое, опушённость отсутствует. Край листа двоякогородчатый. Прилистники средние, раноопадающие. Черешок средний, толстый, пигментированный.
Соцветие — цветки двойные, тройные, розовидные, крупные, белые.
Плоды крупные, более-менее одномерные, средней массой 31,1 г, округлые. Вершина плода округлая, вдавленная с боков. Основание плода с углублением, ямка средняя, широкая. Брюшной шов мелкий, малозаметный. Плодоножка средняя по длине и толщине; легкость отделения от ветки хорошая; прикрепление к косточке не прочное. Окраска плода: основная зелёная, покровная синяя, сплошная. Подкожных точек мало, белые, хорошо заметные. Кожица средняя, голая, со средним восковым налётом, с плода снимается с трудом. Мякоть жёлто-зелёная, нежная, сочная, окраска полости одноцветная с мякотью. Сок бесцветный. Характер вкуса кисло-сладкий. Косточка отделяется от мякоти хорошо, средняя, яйцевидная, заострённая сверху и снизу, в ямках. Оценка вкуса свежих плодов — 4,0 балла. Внешний вид привлекательный — 4,0 балла. Сухих веществ в плодах содержится 15,5 %, сахаров — 8,49 %, кислот — 2,46 %, аскорбиновой кислоты — 4,12 мг/100 г. Плодоносит ежегодно. Плоды частично осыпаются и растрескиваются. Сорт универсального назначения. Пригоден для приготовления варенья, компотов.

## В культуре
Цветение 10—19 мая. Срок созревания плодов поздний. Сроки съёма плодов 27 августа — 3 сентября. Плоды имеют товарный вид, транспортабельны. Снятые за 5—6 дней до спелости, могут храниться две недели. В пору плодоношения деревья вступают на 5—6 год. Урожайность высокая. Скороплодность средняя. В возрасте 6—8 лет деревья дают до 15—20 кг с дерева; в возрасте 9—12 лет урожай 25—40 кг, а наиболее здоровые деревья дают урожай плодов до 70 кг. Плодоношение ежегодное. Прикрепляются плоды на дереве прочно. Наблюдается осыпаемость плодов лишь при перезревании.
Сорт высокосамоплодный, согласно другому источнику частично-самоплодный. Лучшие опылители: 'Скороспелка Красная', тернослива 'Куйбышевская', 'Мирная'. Деревья сорта зимостойкие. В зиму 1968—1969 годов подмерзание было на 1,2 балла, в зиму 1978—1979 годов — на 3,3 балла. Более молодые деревья имели подмерзание около 2 баллов. Сорт засухоустойчив. Монилиозом поражается на 0,1—0,2 %. Относительно устойчив к клястероспориозу. Камедетечению подвергается мало. Сливовой плодожоркой плоды поражаются на 0,3—0,5 %. Тлёй в отдельные годы поражается средне.
Слива домашняя 'Жигули' требует повышенных, хорошо освещённых местоположений, почв лёгкого и среднего механического состава. Хорошо отзывается на поливы, органические и минеральные удобрения. В молодом возрасте рекомендуется проводить формирующую обрезку; в период полного плодоношения — омолаживающую обрезку.